# Al-Farwaniyya
al-Farwaniyya (arabiska: اَلْفَرْوَانِيَّة är ett distrikt (mintaqa) i och huvudort för provinsen al-Farwaniyya i Kuwait, i den centrala delen av landet, 10 km söder om huvudstaden Kuwait. Distriktet hade 86 525 invånare år 2013.
Närmaste större samhälle är Hawalli, 9 km nordost om al-Farwaniyya.